# Maometto II
Maometto II (auch: Maometto secondo; dt.: Mohammed II.) ist eine Oper (Originalbezeichnung: „dramma per musica“) in zwei Akten von Gioachino Rossini (Musik) mit einem Libretto von Cesare della Valle nach dessen eigenem Versdrama Anna Erizo von 1820. Die Uraufführung erfolgte am 3. Dezember 1820 im Teatro San Carlo Neapel.

## Handlung
Die folgende Inhaltsangabe bezieht sich auf die Originalfassung der Oper von 1820. In der venezianischen Fassung von 1822 wurde u. a. das tragische durch ein glückliches Ende ersetzt.
Historischer Hintergrund ist die Belagerung der venezianischen Kolonie Negroponte auf Euböa durch den osmanischen Sultan und Eroberer Konstantinopels Mehmet II. (hier Maometto genannt) im Jahr 1470. Die Venezianer unter dem Statthalter Paolo Erisso beschließen, der Übermacht der Belagerer zu trotzen. Um seine Tochter Anna zu schützen, will Erisso sie mit dem General Calbo vermählen. Sie liebt jedoch bereits einen Anderen, den sie in Korinth unter dem Namen Uberto kennengelernt hatte. Es stellt sich heraus, dass der vermeintliche Uberto in Wirklichkeit Maometto ist. Erisso und Calbo werden gefangen genommen, während die übrigen venezianischen Soldaten die Zitadelle zu halten versuchen. Als auch Anna zusammen mit den anderen venezianischen Frauen in Maomettos Hände fällt, erkennt er in ihr seine Geliebte wieder. Er verspricht Erisso und Calbo die Freiheit, wenn sie sich zu ihm bekennt. Anna jedoch hält weiterhin zu ihrem Volk und ihrem Vater. Sie vermählt sich am Grabmal ihrer Mutter mit Calbo und gibt ihrem Vater ein Siegel, das sie von Maometto erhalten hatte. Damit können sie das Kriegsglück wenden und die Osmanen schlagen. Als Maometto sie zur Rede stellt, ersticht sie sich selbst.

### Erster Akt
Hell erleuchteter Saal im Palast
Szene 1. Paolo Erisso, der venezianische Statthalter der Stadt Negroponte, sitzt nachdenklich am Tisch. Die Generäle Calbo und Condulmiero sowie weitere Offiziere umringen ihn und fragen nach dem Schicksal Negropontes (Chor: „Al tuo cenno, Erisso, accolti“). Erisso berichtet von der aktuellen Lage: Die Stadt wird seit zwei Monaten von Maometto (Mehmed II.), belagert. Noch können sie standhalten, aber viele tapfere Männer sind bereits gefallen. Seuchen und Hunger fordern ihren Tribut. Erisso bittet alle, ihm ihre Vorschläge zu unterbreiten – er werde sich der Mehrheit beugen. Condulmiero erhält zuerst das Wort. Da er keine Hoffnung mehr sieht, rät er, die Stadt zu übergeben. Calbo dagegen zieht es vor, im Kampf zu sterben. Nachdem Erisso seine mitreißenden Worte gelobt hat, stimmen auch Condulmiero und die anderen Offiziere zu und schwören, dass Maometto sie eher tot als unterwürfig sehen werde. Erisso schickt alle nach Hause, um vor der anstehenden Entscheidungsschlacht noch einmal zu ruhen. Falls sie morgen verlieren sollten, sollen sich die Überlebenden in der Zitadelle sammeln. Alle außer Calbo ziehen sich zurück. Erisso bittet ihn, für den Schutz seiner Tochter Anna zu sorgen, da von seiner Liebe zu ihr weiß.
Von einer Lampe beleuchtetes Zimmer Anna Erissos
Szene 2. Anna sorgt sich um ihren Vater Erisso und muss zudem ständig an ihre frische Liebe denken (Cavatine Anna: „Ah! che invan sul mesto ciglio“). Erisso und Calbo treten ins Zimmer. Erisso stellt ihr Calbo als Beschützer und künftigen Ehemann vor. Die Hochzeit soll sofort stattfinden. Calbo bemerkt ihr Entsetzen und fordert sie auf, ehrlich zu sein, falls sie Einwände habe. Er werde sie in jedem Fall unterstützen. Anna gibt zu, bereits in Uberto, den Herrn von Mytilini verliebt zu sein, den sie in Korinth kennengelernt hatte, während Erisso in Venedig war. Erisso teilt ihr mit, dass Uberto gemeinsam mit ihm nach Venedig gefahren und dort geblieben sei. Ihr Geliebter müsse also ein Betrüger sein. Alle drei sind entsetzt (Anfang des Terzettone Anna/Erisso/Calbo: „Ohimè! qual fulmine“). Das Gespräch wird von fernem Kanonendonner und Alarmrufen unterbrochen. Erisso und Calbo ergreifen ihre Schwerter und eilen fort. Anna bleibt bewegt zurück.
Stadtplatz von Negroponte
Szene 3. Auf der rechten Seite befindet sich eine Kirche. Im Hintergrund verläuft schräg eine große Straße, deren größter Teil auf der linken Seite verborgen ist. Bis zum Erscheinen Erissos lässt die Musik eine Schlacht in der Ferne erahnen. Gelegentlich ist Gewehr- und Musketenfeuer zu hören. Anna erfährt von einer Gruppe verängstigter Frauen, dass ein Verräter die Stadttore geöffnet hat. Sie kniet vor der Kirche nieder und betet mit ihnen („Giusto ciel, in tal periglio“). Als eine Trommel zu hören ist und Soldaten auftauchen, laufen Anna und die Frauen ihnen entgegen. Auch Erisso und Calbo erscheinen wieder. Erisso berichtet, dass die Feinde die Stadtmauer überwunden haben. Glücklicherweise habe Maometto aus Angst vor einem Hinterhalt den Vormarsch unterbrochen. Erisso beordert die venezianischen Truppen in die Zitadelle. Die Frauen müssen in der Stadt zurückbleiben. Das Flehen Annas und der anderen Frauen kann ihn nicht umstimmen. Stattdessen gibt er Anna einen Dolch, mit dem sie sich im schlimmsten Fall selbst töten kann. Sie verabschieden sich unter Tränen voneinander. Während Erisso und Calbo sich zur Zitadelle begeben, ziehen sich die Frauen in die Kirche zurück.
Szene 4. Muslimische Soldaten besingen ihre Macht nach dem vollbrachten Blutbad (Chor: „Dal ferro, dal foco“). An der Spitze der Truppen erscheint Maometto umgeben von asiatischem Militärprunk. Als sich einige seiner Leute auf den Weg zur Kirche machen wollen, ruft er sie zurück. Er setzt den Fuß auf die Erde. Sein Wesir Selimo und die anderen Generäle tun es ihm nach. Alle verneigen sich. Maometto dankt ihnen (Cavatine Maometto: „Sorgete: in sì bel giorno“). Er befiehlt einem Teil der Truppen, die Zitadelle anzugreifen. Er selbst will mit dem Rest in der Stadt bleiben. Selimo ist überrascht, wie gut Maometto die Stadt zu kennen scheint. Maometto entgegnet, dass er schon zu Zeiten seines Vaters zu Aufklärungszwecken inkognito hier und auch in Korinth war – die Erinnerung an diese Stadt lässt ihn aufseufzen. Die fortgesandten Krieger kehren zurück, nachdem sie die fliehenden Venezianer festgenommen haben (Chor: „Signor, di liete nuove“).
Szene 5. Calbo und Erisso werden in Ketten vorgeführt. Maometto verkündet, an ihnen ein Exempel statuieren zu wollen. Erisso erwidert, dass er daran erkenne, tatsächlich Maometto vor sich zu haben. Dabei lässt er seinen Namen fallen. Maometto zuckt zusammen – den Namen Erisso kennt er aus seiner Zeit in Korinth. Der Gefangene ist also der Vater seiner damaligen Geliebten. Er verspricht allen die Freiheit, falls sie die Besatzung der Zitadelle zur Aufgabe bewegen können. Erisso ist durch die Erinnerung an seine Tochter nicht fähig zu einer Entscheidung und bittet Calbo, für ihn zu antworten. Calbo verweigert die Übergabe der Zitadelle (Terzett Erisso/Calbo/Maometto: „Giusto ciel, che strazio è questo!“). Maometto befiehlt, sie zu foltern.
Szene 6. Als Erisso und Calbo abgeführt werden sollen, stürzen Anna und die anderen Frauen aus der Kirche entsetzt auf sie zu. Anna erkennt in dem grausamen Gegner ihres Landes ihren einstmaligen Geliebten (Finale: „Ritrovo l’amante“). Alle sind in höchstem Maße betroffen. Anna zieht ihren Dolch und droht, sich zu töten, falls Maometto nicht verspricht, ihren Vater und ihren „Bruder“ (Calbo) zu schonen. Maometto lässt tatsächlich Erissos und Calbos Fesseln lösen. Er versichert Anna, dass er sie noch immer liebe und mit ihr zusammenleben wolle. Anna antwortet nicht. Sie ist hin- und hergerissen zwischen ihm und ihrem Vater, der die Schande kaum ertragen kann.

### Zweiter Akt
Prächtiger Pavillon Maomettos mit orientalischen Luxusgegenständen
Szene 1. Anna hat sich von Kummer überwältigt auf einem Diwan niedergelassen. Der Hintergrund des Pavillons öffnet sich und zeigt den Stadtplatz des ersten Akts. Eine Gruppe muslimischer Mädchen umringt sie, bietet ihr Geschenke an und besingt die Liebe (Chor „È follia sul fior degli anni“). Anna schickt sie empört fort.
Szene 2. Maometto tritt ein. Er versteht ihre Gewissenskonflikte und bietet ihr die Ehe und den Thron an. Auch ihr Bruder und ihr Vater sollen Macht erhalten. Sie habe die Wahl, möge aber bedenken, dass sie bereits in seiner Gewalt ist. Anna lehnt seinen Vorschlag empört ab und bricht in Tränen aus (Duett Anna/Maometto: „Anna… tu piangi?“). Von draußen ertönt Lärm. Die Rückseite des Pavillons wird geöffnet und gibt den Blick auf den Stadtplatz frei, auf dem Soldaten mit gezogenen Schwertern ungeordnet umhereilen. Selimo berichtet, dass die Truppe, die die Zitadelle angreifen sollte, von den Venezianern zurückgeschlagen wurde. Maometto schickt ihn sofort zurück, um einen erneuten Angriff durchzuführen. Er versichert Anna, dass ihren Verwandten nichts geschehen werde, solange er die geringste Hoffnung habe, dass sie ihn erhöre. Als Beweis für seine Liebe gibt er ihr ein kaiserliches Siegel, durch das sie Befehlsgewalt über die Soldaten erhält. Anschließend ruft er seine Soldaten zum Kampf und entfernt sich an ihrer Spitze zum Klang von Militärmusik (Arie Maometto: „All’invito generoso“ – Chor: „Dell’araba tromba“). Anna hat eine Idee, wie sie ihre Ehre wiederherstellen kann.
Grabgewölbe unterhalb des Tempels mit dem Grabmal der Gattin Erissos im Vordergrund
Szene 3. Erisso und Calbo halten sich versteckt, während sie darauf hoffen, dass ihre Leute die Zitadelle halten können. Erisso kniet vor dem Grab seiner Frau nieder und beklagt die Treulosigkeit seiner Tochter. Calbo jedoch verteidigt Anna. Als sie sich in Maometto verliebt hatte, habe sie seine wahre Identität nicht gekannt, und jetzt sei sie lediglich aus Zwang mit ihm gegangen. Ihr Herz sei zu keiner verräterischen Tat fähig (Arie Calbo: „Non temer: d’un basso affetto“).
Szene 4. Anna erscheint im Grabgewölbe. Da ihr Vater sie zunächst abweist, schwört sie am Grab ihrer Mutter, dass sie auf seiner Seite steht. Dann gibt sie ihm Maomettos Siegel. Sie will Erisso und Calbo retten, obwohl sie weiß, dass es sie das Leben kosten wird. Dazu will sie auf der Stelle Calbo heiraten – Das Grab der Mutter soll anstelle eines Priesters die Ehe bestätigen. Erisso führt unter Tränen die Hände der beiden zusammen und so die Trauung durch (Terzett Anna, Erisso, Calbo: „In questi estremi istanti“). Anschließend entfernen sich Calbo und Erisso mit dem Siegel.
Szene 5. Anna ist beim Grab ihrer Mutter zurückgeblieben und spricht sich Mut für den zweiten Teil ihres Plans zu, während von draußen die Gebete der anderen Frauen erklingen („Alfin compiuta è una metà dell’opra“). Die Frauen steigen ins Grabgewölbe hinab und berichten Anna vom weiteren Verlauf der Kämpfe: Maometto stand kurz vor der Eroberung der Zitadelle, als plötzlich Erisso und Calbo erschienen. Darauf habe sich das Blatt gewendet. Tausende der Barbaren seien gefallen und ihr Herrscher geflohen. Nun seien die unterlegenen Barbaren auf der Suche nach ihr, um sich für ihren Verrat zu rächen. Die Frauen fordern sie auf, mit ihnen zu fliehen. Anna jedoch ist erleichtert, ihre Pflicht getan zu haben und erwartet den Tod. Da dringt auch schon eine Gruppe muslimischer Soldaten in das Gewölbe. Anna fordert sie auf, zuzuschlagen. Das beeindruckt die Soldaten so sehr, dass sie innehalten. Anna gedenkt ein letztes Mal ihrer Mutter und widmet ihr ihre Seele („Madre, a te che sull’Empiro“).
Szene 6. Maometto und Selimo kommen hinzu. Enttäuscht von Anna verlangt Maometto sein Siegel zurück. Sie teilt ihm mit, dass sie es ihrem Vater und ihrem Ehemann Calbo gegeben habe. Dann ersticht sie sich selbst. Sterbend fällt sie auf das Grab ihrer Mutter.

## Gestaltung

### Instrumentation
Die Orchesterbesetzung der Oper enthält die folgenden Instrumente:
- Zwei Flöten / zwei Piccoloflöten, zwei Oboen, zwei Klarinetten, zwei Fagotte
- Vier Hörner, zwei Trompeten, drei Posaunen, Serpent
- Pauken, Große Trommel, Becken, Triangel, Glockenspiel
- Streicher
- Auf der Bühne: Banda, Kleine Trommel, Harfe

### Musiknummern
Die Oper enthält die folgenden Musiknummern:
Erster Akt
- Nr. 1. Introduktion: „Al tuo cenno, Erisso, accolti“ (Szene 1)
- Nr. 2. Cavatine (Anna): „Ah! che invan sul mesto ciglio“ (Szene 2)
- Nr. 3. Szene: „Pietoso ciel / Figlia / Che veggio!“ (Szene 2)
  - Terzettone (Anna, Erisso, Calbo): „Ohimè! qual fulmine“ (Szene 2)
  - Gebet (Anna, Chor): „Giusto ciel, in tal periglio“ (Szene 3)
- Nr. 4. Chor: „Dal ferro, dal foco“ (Szene 4)
  - Cavatine (Maometto): „Sorgete: in sì bel giorno“ (Szene 4)
- Nr. 5. Szene: „Compiuta ancor del tutto“ (Szene 4)
  - Chor: „Signor, di liete nuove“ (Szene 4)
  - Terzett (Erisso, Calbo, Maometto): „Giusto ciel, che strazio è questo!“ (Szene 5)
  - Finale: „Ritrovo l’amante“ (Szene 6)

Zweiter Akt
- Nr. 6. Chor: „È follia sul fior degli anni“ (Szene 1)
- Nr. 7. Szene: „Tacete. Ahimè! Quai detti iniqui ascolto!“ (Szene 1)
  - Duett (Anna, Maometto): „Anna… tu piangi?“ (Szene 2)
- Nr. 8. Szene: „Ma qual tumulto ascolto?“ (Szene 2)
  - Arie (Maometto): „All’invito generoso“ (Szene 2)
  - Chor: „Dell’araba tromba“ (Szene 2)
- Nr. 9. Szene: „Seguimi, o Calbo. Fra’ muti sepolcri“ (Szene 3)
  - Arie (Calbo): „Non temer: d’un basso affetto“ (Szene 3)
- Nr. 10. Szene: „Oh, come al cor soavi“ (Szene 3)
  - Terzett (Anna, Erisso, Calbo): „In questi estremi istanti“ (Szene 4)
- Nr. 11. Szene und Finale II: „Alfin compiuta è una metà dell’opra“ (Szene 5)
  - Frauenchor: „Sventurata! fuggir sol ti resta“ (Szene 5)

### Musik
Der Rossini-Biograph Richard Osborne bezeichnet Maometto II als „one of his grandest pieces of musical architecture“. Der erste Akt wirkt wie eine große Exposition zum zweiten Akt. Er ist in fünf große ineinander übergehende Nummern aufgeteilt, von denen die dritte als „Terzettone“ („übergroßes Terzett“) bezeichnet und in mehrere Unterabschnitte unterteilt ist.:272 Der zweite Akt schließt mit einer Gruppe von drei großen Blöcken, dem Terzett „In questi estremi istanti“, einer Szene mit Chor und dem vierteiligen Finale.:272
Die Oper ist reich und farbenprächtig orchestriert.:103 Das Schlagzeug wird von Rossini wie gewohnt phantasievoll eingesetzt. Hinzu kommt die differenzierte Nutzung des verstärkten Blechbläser-Ensembles, das schon in der ersten Szene eine tragende Bedeutung hat, wo es eine dämmrige Stimmung erzeugt und später mit einem Marschrhythmus eingesetzt wird, um die patriotische Entscheidung der Befehlshaber zu unterstreichen. Anderswo, wie am Anfang des Terzettone, werden Pauken und Blechbläser auch deklamatorisch verwendet.:273ff Auch die orchesterbegleiteten Rezitative sind in dieser Oper besonders sorgfältig ausgearbeitet. So ist eine der eindringlichsten Stellen, als Anna vor dem Erscheinen Maomettos ihre Seele ihrer Mutter widmet, als Rezitativ gestaltet („Madre, a te che sull’Empiro“, zweiter Akt, Szene 5).
Eine Ouvertüre fehlt in der Erstfassung. Sie wurde erst 1822 für die Aufführung in Venedig ergänzt. Stattdessen gibt es ein kurzes von Bläsern dominiertes Vorspiel vor dem Eröffnungschor.
Besonders erwähnenswerte Musiknummern sind:
- Cavatine (Anna): „Ah! che invan sul mesto ciglio“ (erster Akt, Szene 2)
- Terzettone (Anna, Erisso, Calbo): „Ohimè! qual fulmine“ (erster Akt, Szene 2)
- Gebet (Anna, Chor): „Giusto ciel, in tal periglio“ (erster Akt, Szene 3)
- Cavatine (Maometto): „Sorgete: in sì bel giorno“ (erster Akt, Szene 4)
- Terzett (Erisso, Calbo, Maometto): „Giusto ciel, che strazio è questo!“ (erster Akt, Szene 5)
- Chor: „È follia sul fior degli anni“ (zweiter Akt, Szene 1)
- Duett (Anna, Maometto): „Anna… tu piangi?“ (zweiter Akt, Szene 2)
- Arie (Maometto): „All’invito generoso“ (zweiter Akt, Szene 2)
- Arie (Calbo): „Non temer: d’un basso affetto“ (zweiter Akt, Szene 3)
- Terzett (Anna, Erisso, Calbo): „In questi estremi istanti“ (zweiter Akt, Szene 4)
- Frauenchor: „Sventurata! fuggir sol ti resta“ (zweiter Akt, Szene 5)

## Werkgeschichte
Anfang 1820 hatte Rossini die Aufführung der italienischen Premiere von Spontinis Oper Fernand Cortez vorbereitet. Diese Arbeit beeinflusste in der Folge auch seinen eigenen Stil, insbesondere was die Behandlung des Chores und der Blechbläser betrifft.:163 Insgesamt liegt fast ein Jahr zwischen der Uraufführung seiner vorangegangenen Oper Bianca e Falliero und der von Maometto II. Bis März komponierte er noch seine Messa di Gloria. Ab Mai wandte er sich seiner neuen Oper zu.:101
Das Libretto der Oper stammt von Cesare della Valle, Duca di Ventignano. Er hatte es aus seinem eigenen Versdrama Anna Erizo von 1820 zusammengestellt. Die gelegentlich zu findende Anmerkung, dass dieses auf Voltaires 1741 uraufgeführter Verstragödie Mahomet, ou Le fanatism basiert,:121:101 wurde inzwischen widerlegt. Die Handlung des Librettos bezeichnete der Rossini-Biograph Richard Osborne als „erbärmlich und vorhersehbar“.:271 Da Cesare della Valle den Ruf hatte, mit dem „bösen Blick“ behaftet zu sein, verbreitete sich die Legende, dass Rossini den größten Teil der Oper mit abgespreiztem kleinem Finger und Zeigefinger der linken Hand komponierte, um sich durch dieses Teufelshörner-Symbol zu schützen.:101:121
Bei der Uraufführung am 3. Dezember 1820 im Teatro San Carlo Neapel sangen die Sopranistin Isabella Colbran (Anna), die Altistin Adelaide Comelli/Chaumel (Calbo), die Tenöre Andrea Nozzari (Paolo Erisso), Giuseppe Ciccimarra (Condulmiero) und Gaetano Chizzola (Selimo) sowie der Bass Filippo Galli (Maometto II). Die Aufführung war kein großer Erfolg – möglicherweise weil das Publikum Rossinis im Vergleich zu früheren Werken weiterentwickelten Stil bemerkte.:122
1822 überarbeitete Rossini das Werk für die Karnevalssaison in Venedig. Dazu ergänzte er eine Ouvertüre und ein neues Trio. Außerdem tauschte er den ursprünglich tragischen Schluss durch das Final-Rondò „Tanti affetti“ aus La donna del lago aus.:122 Die Uraufführung dieser Fassung fand am 26. Dezember 1822 im Teatro La Fenice statt. Auch hier sangen Isabella Colbran die Anna und Filippo Galli den Maometto. Die übrigen Ausführenden waren John Sinclair (Paolo Erisso), Rosa Mariani (Calbo), Luciano Mariani (Condulmiero) und Gaetano Rambaldi (Selimo). Die Aufführung wurde vom Publikum kühl aufgenommen. Die Colbran sang nicht so gut wie erwartet und wurde an einem Abend ausgepfiffen. Die Oper wurde bald vom Spielplan des Theaters genommen.:149
1823 wurde der Maometto erstmals in einer deutschen Übersetzung von Johann Christoph Grünbaum in Wien aufgeführt. 1824/1825 kam es zu insgesamt fünfzehn Aufführungen im Teatro alla Scala in Mailand.:122 1826 wurde die Oper in Lissabon:434 und Messina gegeben, und 1827 in Barcelona und in Palma.
1826 schuf Rossini eine französische Neufassung der Oper unter dem Titel Le siège de Corinthe, die im Allgemeinen als eigenständige Oper angesehen wird. Erst diese Fassung hatte größeren Erfolg. Zwei Jahre später wurde sie für Parma als L’assedio di Corinto ins Italienische zurückübersetzt.
In neuerer Zeit wurde Maometto II – nach einer Studioaufnahme von 1983 – erst 1985 beim Rossini Opera Festival Pesaro wieder auf die Bühne gebracht.

## Aufnahmen
- 1983: Claudio Scimone (Dirigent), Philharmonia Orchestra London, Ambrosian Opera Chorus. Ernesto Palacio (Paolo Erisso), June Anderson (Anna), Margarita Zimmermann (Calbo), Laurence Dale (Condulmiero und Selimo), Samuel Ramey (Maometto II). Philips CD: 412 148-2 (3 CD), Philips 475 509-2 (3 CD).[14]:15916
- 1985 (Video, live vom Rossini Opera Festival Pesaro): Claudio Simone (Dirigent), Prager Philharmoniker, European Festival Chorus. Chris Merritt (Paolo Erisso), Cecilia Gasdia (Anna), Lucia Valentini Terrani (Calbo), William Matteuzzi (Condulmiero), Samuel Ramey (Maometto II), Oslavio di Credico (Selimo). Premiere Opera Ltd. Video 2254 (1 VC).[14]:15917
- 1988 (live aus dem War Memorial Opera House San Francisco): Alberto Zedda (Dirigent), Orchester und Chor der San Francisco Opera. Chris Merritt (Paolo Erisso), June Anderson (Anna), Marilyn Horne (Calbo), Robert Tate (Condulmiero), Simone Alaimo (Maometto II), Douglas Wunsch (Selimo). Premiere Opera Ltd. CDNO 3356-3 (3 CD).[15]
- 1993 (live vom Rossini Opera Festival Pesaro): Gianluigi Gelmetti (Dirigent), Symphonie-Orchester des SWR Stuttgart, Prager Kammerchor. Ramón Vargas (Paolo Erisso), Cecilia Gasdia (Anna), Gloria Scalchi (Calbo), Francesco Piccoli (Condulmiero), Michele Pertusi (Maometto II), Oslavio di Credico (Selimo). Ricordi Fonit Cetra 2021 (3 CD).[14]:15918
- März 1994 (live aus Mailand): Gabriele Ferro (Dirigent), Orchester und Chor des Teatro alla Scala. Bruce Ford (Paolo Erisso), Cecilia Gasdia (Anna), Gloria Scalchi (Calbo), Juan Luque (Condulmiero), Samuel Ramey (Maometto II), Ernesto Gavazzi (Selimo). Serenissima CD: 360.128-130.[14]:15919
- Juli 2002 (zweite Fassung Venedig 1822, live, konzertant vom Festival Rossini in Wildbad): Brad Cohen (Dirigent), Czech Chamber Soloists Brno, Czech Philharmonic Chorus Brno. Massimiliano Barbolini (Paolo Erisso), Luisa Islam-Ali-Zade (Anna), Anna-Rita Gemmabella (Calbo), Antonio de Gobbi (Condulmiero), Denis Sedov (Maometto II), Cesare Ruta (Selimo). Naxos 8.660149/50 (3 CD).[14]:15920
- Februar 2005 (Video, zweite Fassung Venedig 1822, live aus Venedig): Claudio Scimone (Dirigent) Pier Luigi Pizzi (Inszenierung), Orchester und Chor des Teatro La Fenice. Maxim Mironow (Paolo Erisso), Carmen Giannattasio (Anna), Anna Rita Gemmabelli (Calbo), Nicola Marchesini (Condulmiero), Lorenzo Regazzo (Maometto II), Federico Lepre (Selimo). Dynamic DVD 33492 (2 DVD).[14]:15921
- 12. Mai 2006 (live, konzertant aus Amsterdam): Roberto Rizzi Brignoli (Dirigent), Netherlands Radio Symphony Orchestra und Chorus Hilversum. Bruce Ford (Paolo Erisso), Myrtò Papatanasiu (Anna), Hadar Halevy (Calbo), Paul Austin Kelly (Condulmiero), Michele Pertusi (Maometto II). Celestial Audio CA 679 (3 CD).[14]:15922
- August 2008 (live vom Rossini Opera Festival Pesaro): Gustav Kuhn (Dirigent), Orchestra Haydn di Bolzano e Trento, Prager Kammerchor. Francesco Meli (Paolo Erisso), Marina Rebeka (Anna), Daniela Barcellona (Calbo), Enrico Iviglia (Condulmiero), Michele Pertusi (Maometto II), Cosimo Panozzo (Selimo). Celestial Audio CA 831 (3 CD).[16]
- Juli 2017 (live vom Festival Rossini in Wildbad): Antonino Fogliani (Dirigent), Virtuosi Brunensis, Camerata Bach Choir Poznań. Mert Süngü (Paolo Erisso), Elisa Balbo (Anna), Victoria Yarovaya (Calbo), Patrick Kabongo Mubenga (Condulmiero und Selimo), Mirco Palazzi (Maometto II). Naxos 8.660444-46 (3 CDs).[17]